# Adamov u Českých Budějovic

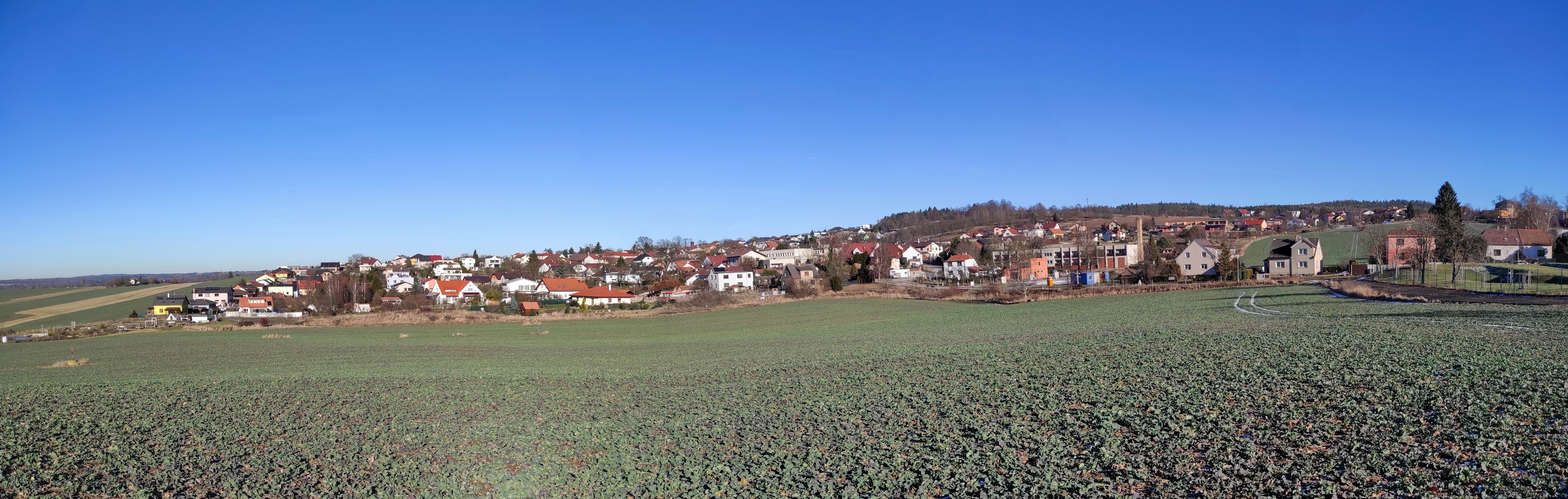
Ortsansicht

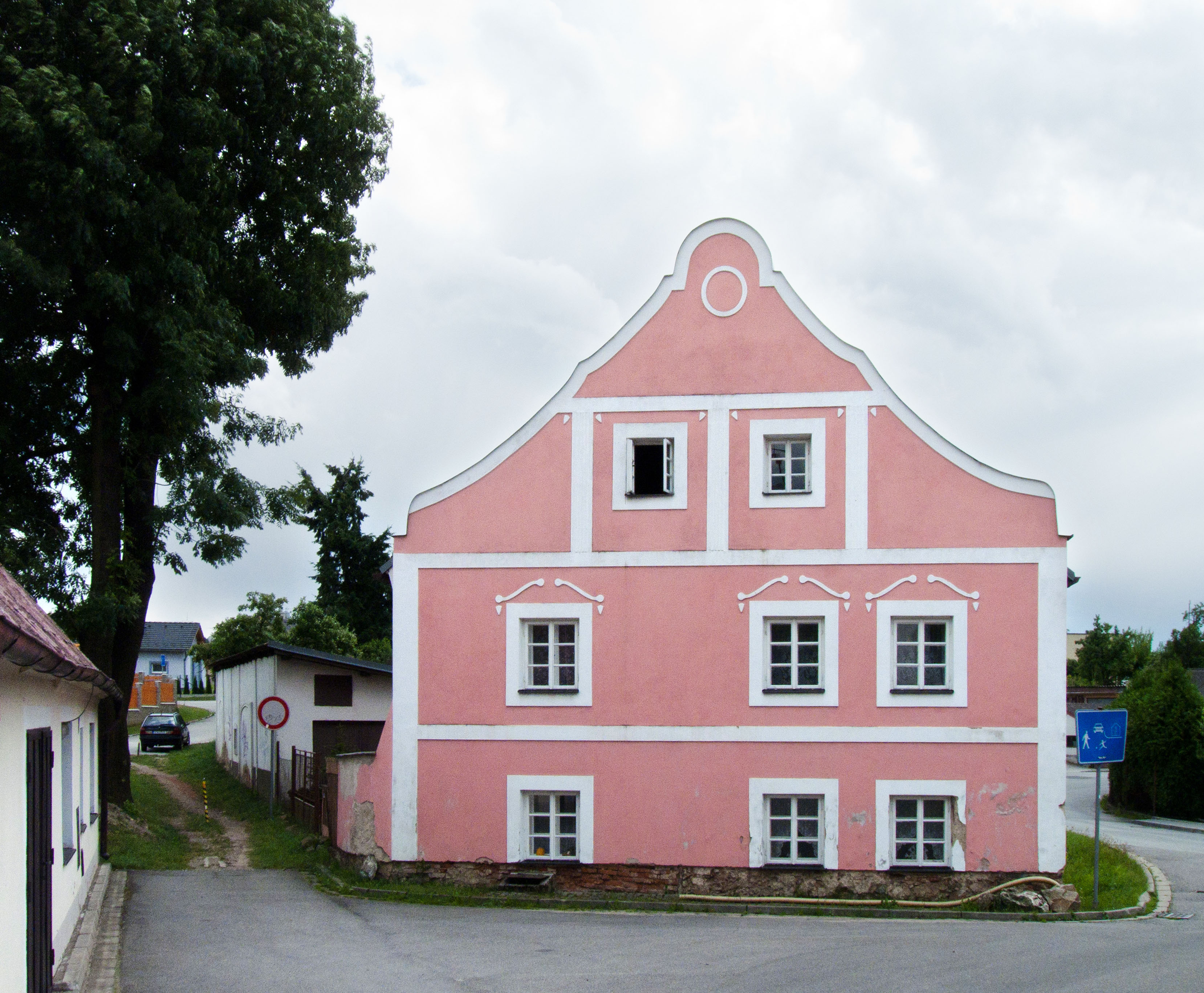
Ehemaliges Rathaus

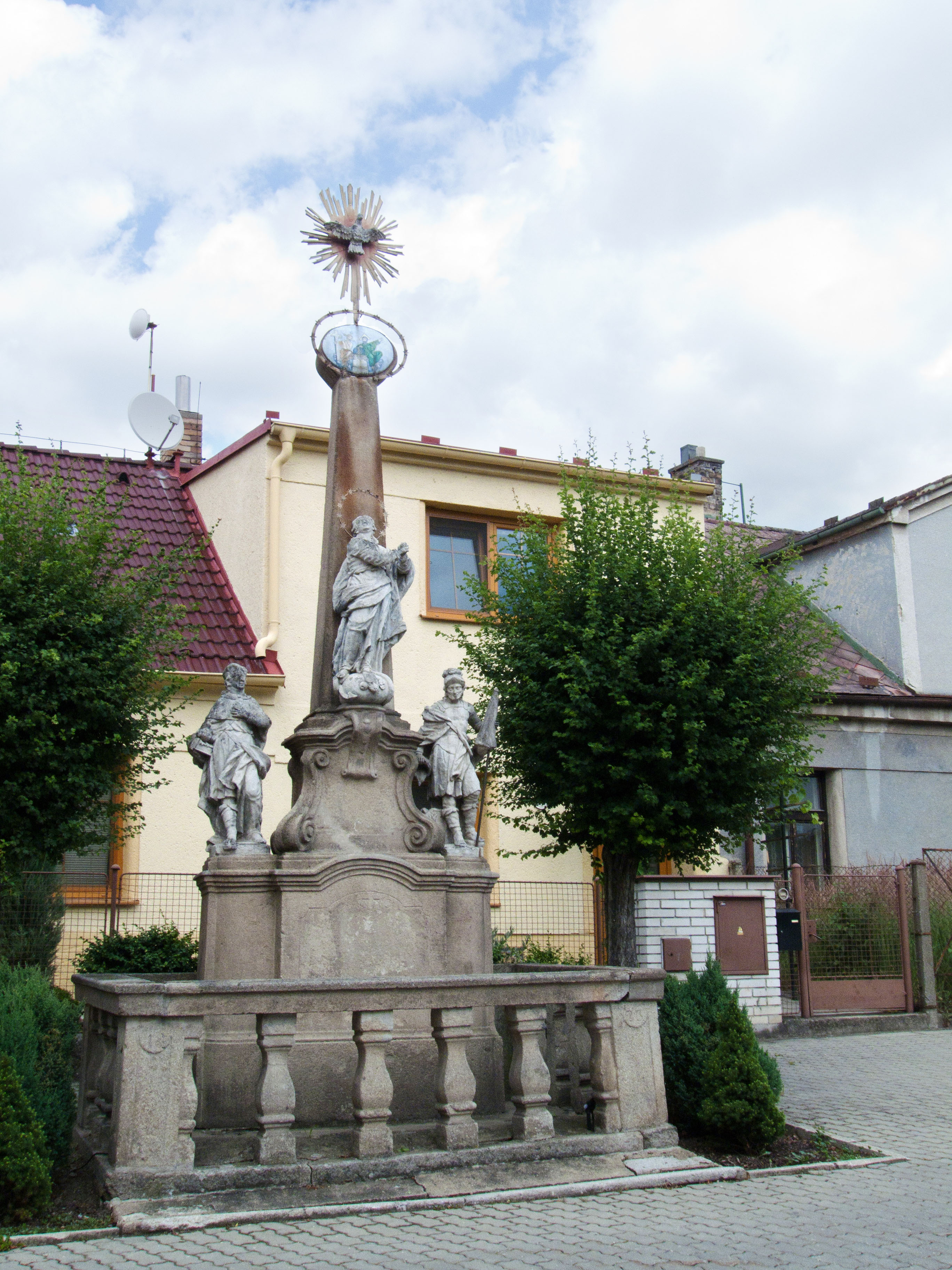
Dreifaltigkeitssäule

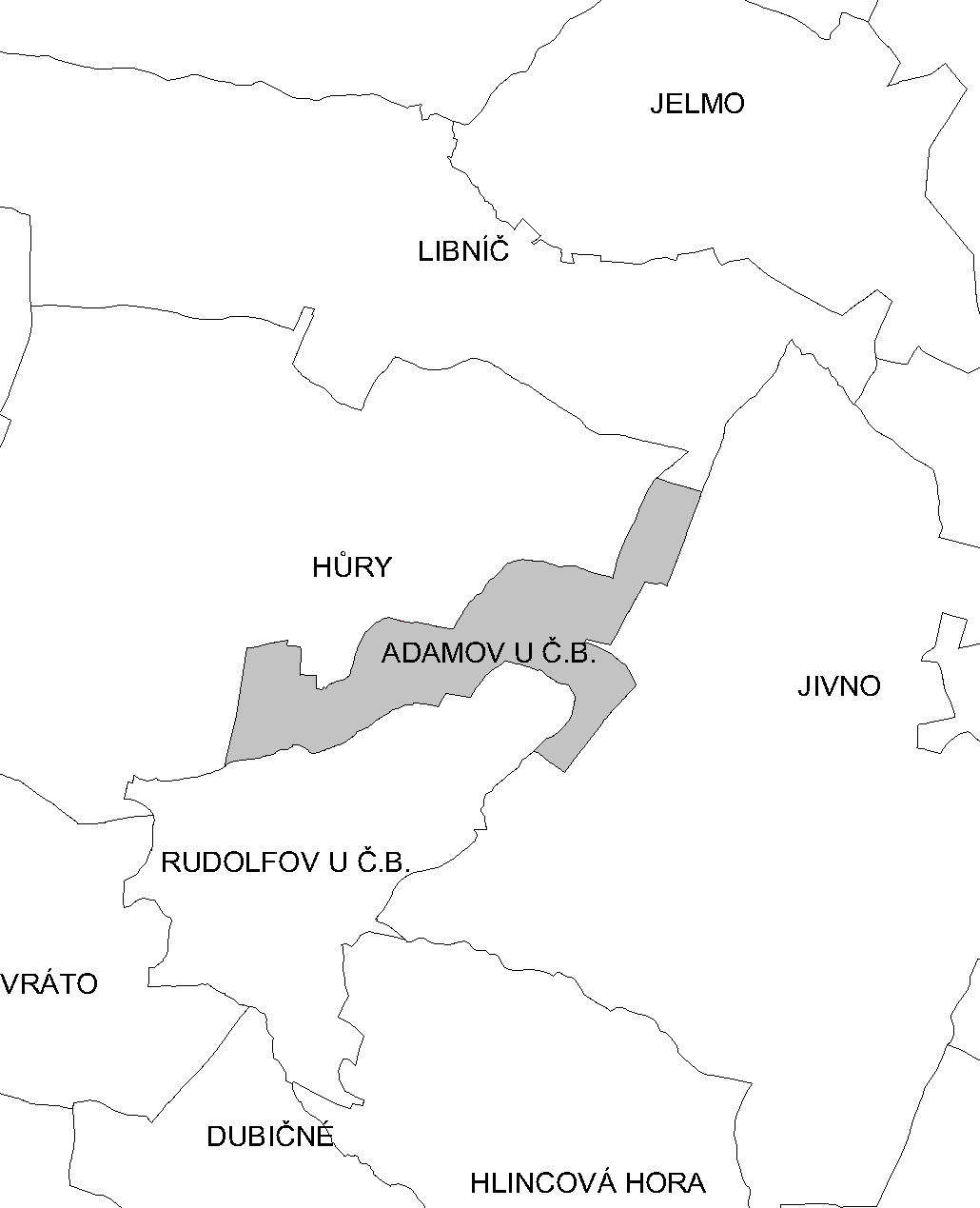
Katastralgebiet

Adamov (deutsch Adamstadt, auch Adamstädtel, früher auch Adamsdorf) ist eine Gemeinde in Tschechien. Sie liegt sieben Kilometer nordöstlich des Stadtzentrums von České Budějovice und gehört dem Okres České Budějovice an.

## Geographie
Adamov befindet sich 1,2 Kilometer von der Budweiser Stadtgrenze entfernt und grenzt an Hůry im Westen und Norden, an Libníč im Nordosten, an Jivno im Osten und an Rudolfov im Süden. Im Norden von Adamov verläuft ein kleiner Abschnitt der Silnice I/34.

## Geschichte
Adamov entstand in der ersten Hälfte des 16. Jahrhunderts als Bergflecken, der zunächst nach seinem Gründer Andreas Ungnad zu Sonnegg den Namen Flecken von Ungnaden erhielt. Die erste schriftliche Erwähnung findet sich in alten Schriftstücken um einen Kauf der Herrschaft Frauenberg zwischen Ungnad und Wilhelm von Rosenberg von 1554. Später wurde der zu dieser Herrschaft gehörige Ort als Klein Bergstadt bezeichnet, während das benachbarte Rudolfov zu dieser Zeit Groß Bergstadt hieß. Andreas’ Sohn Adam Ungnad verkaufte schließlich 1562 die Herrschaft an Joachim von Neuhaus. Er und sein Sohn Adam II. förderten den Bergbau, der nun seinen Höhepunkt erreichte. Hauptsächlich wurde Silber, Kupfer und Blei gefördert.
Am 16. Februar 1595 verlieh Rudolf II. dem Ort die Privilegien einer Bergstadt. 1598 verkaufte Joachim Ulrich von Neuhaus Adamstadt an Bohuslav Malovec von Malovice.
Ihr Niedergang begann im 17. Jahrhundert. 1611 fiel das Passauer Kriegsvolk, ein Söldnerheer des Fürstbischofs Leopold von Passau, das plündernd und mordend durch Südböhmen zog, in die Stadt ein und verwüstete die Bergwerksanlagen. Wenig später, während des Dreißigjährigen Krieges, fanden bereits 1618 Kämpfe bei Budweis statt. 1627 übertrug Ferdinand II. seinem General Baltasar von Marradas den konfiszierten Besitz der Malovec, darunter Adamstadt. Noch schlimmer kam es 1630, als die Stadt niedergebrannt wurde. Adamstadt wurde langsam wieder aufgebaut. In der Berní rula von 1654 wird noch über die Hälfte der Stadt als wüst beschrieben, und im Laufe der Zeit erschöpften sich auch die Erzvorkommen. Nachfolger der Marradas wurden 1661 die Schwarzenberger. Im 18. Jahrhundert hatte das Bergstädtchen noch 700 Einwohner und der Bergbau erlebte seine zweite Periode. Die alten Privilegien wurden 1747 durch Maria Theresia und 1782 nochmals durch Joseph II. bestätigt. Im Laufe des 19. Jahrhunderts sank die Bedeutung des Ortes immer mehr, Adamstadt war ein Marktflecken mit wenig ertragreichen Bergwerken geworden, die schließlich alle stillgelegt wurden. 1843 wurde die St.-Elias-Zeche wieder aufgenommen und 1899 konsolidierten die Gewerken der Umgebung zur Rudolfstädter Erzbergbaugewerkschaft mit Sitz in Budweis, die 1944 aufgelöst wurde.
Im Zuge der Ablösung der Grundherrschaften wurde Adamstädtel 1848 zusammen mit Hurr, Gieben und Woselno 1848 zum Städtchen Hurr vereint. 1922 erhielt Adamstadt seine Selbständigkeit zurück, jedoch ohne wieder in den Besitz von Stadtrechten zu gelangen.
Im Jahre 1976 erfolgte die Eingemeindung nach Rudolfov. 1990 erhielt die Gemeinde ihre Selbständigkeit zurück. Durch ihre Lage an der Peripherie von České Budějovice und der Europastraße E49/E551 in Richtung Lišov hat sie sich zu einer Vorortsiedlung entwickelt.

## Gemeindegliederung
Für die Gemeinde Adamov sind keine Ortsteile ausgewiesen. Grundsiedlungseinheiten sind Adamov und Adamov-sever.

## Bevölkerungsentwicklung
| Jahr      | 1869 | 1880 | 1890 | 1900 | 1910 | 1921 | 1930 | 1950 | 1961 | 1970 | 1980 | 1991 | 2001 | 2011 | 2021 |
| --------- | ---- | ---- | ---- | ---- | ---- | ---- | ---- | ---- | ---- | ---- | ---- | ---- | ---- | ---- | ---- |
| Einwohner | 637  | 682  | 707  | 650  | 735  | 650  | 632  | 437  | 441  | 406  | 387  | 489  | 515  | 627  | 997  |

## Sehenswürdigkeiten
- Altes Rathaus
- Statue von Johannes Nepomuk
- Statue der Dreifaltigkeit
- Denkmal zum Ersten Weltkrieg